# Malaxis urbana
Malaxis urbana là một loài thực vật có hoa trong họ Lan. Loài này được E.W.Greenw. mô tả khoa học đầu tiên năm 1992.